# Nikon D50
Nikon D50 – lustrzanka cyfrowa firmy Nikon, zaprezentowana 20 kwietnia 2005 r. Aparat został wyposażony w matrycę CCD w formacie DX o rozdzielczości 6,1 megapikseli.
Aparat zdobył nagrodę w kategorii Digital SLR Entry Level przyznaną przez TIPA